# Ninase
Ninase – wieś w Estonii, w prowincji Sarema, w gminie Mustjala.